# Donnellson, Illinois
Donnellson är en by (village) i Bond County, och Montgomery County, i Illinois. Vid 2010 års folkräkning hade Donnellson 210 invånare.